# Solstickepriset
Solstickepriset är en årligt utdelad utmärkelse, som instiftades 1986 som ett led i stiftelsen Solstickans 50-årsjubileum. Det utdelas till någon som har gjort en extraordinär personlig insats, gärna utanför ramen för sitt vanliga yrkesarbete, inom områden som överensstämmer med ändamålen i stiftelsens stadgar. och prissumman är för närvarande (2015) 150 000 SEK.

## Pristagare
- 1986 – Göthe Ohlsson
- 1987 – Ernst Skoog
- 1988 – Gerd Boström
- 1989 – Gunnel Linde
- 1990 – Nils Stenermark
- 1991 – Nils Eriksson
- 1992 – Christina Björklund
- 1993 – Torsten och Ulf F. Sjöberg
- 1994 – Claes Hultling
- 1995 – Gudrun Wallman
- 1996 – Ulrika Hörberg
- 1997 – Karin Stensland Junker
- 1998 – Barbro Beck-Friis
- 1999 – Monica Dahlström-Lannes
- 2000 – Rolf Zetterström
- 2001 – Astrid Lindgren
- 2002 – Dorothea Rosenblad
- 2003 – Ingrid och Ingemar Persson
- 2004 – Staffan Janson
- 2005 – Evy Blid
- 2006 – Lena Nyberg
- 2007 – Inger Raune
- 2008 – Henry Ascher
- 2009 – Anders Carlberg
- 2010 – Lars Bratt
- 2011 – Drottning Silvia
- 2012 – Stina-Clara Hjulström
- 2013 – Barbro Westerholm
- 2014 – Göran Harnesk
- 2015 – Lars H. Gustafsson
- 2016 – Jane Lindell Ljunggren
- 2017  – Wilhelmina Hoffman
- 2018 – Hugo Lagercrantz
- 2019 – Ann-Marie Widström och Kristin Svensson
- 2020 – Ingmar Skoog
- 2022 - Christina Renlund
- 2023 - Bengt Winblad
- 2024 - Ingen utdelniong
- 2025 - Jonas Ludvigsson